# 埃斯卡斯福尔
埃斯卡斯福尔（法語：Escassefort，法語發音：[ɛskasfɔʁ]）是法国洛特-加龙省的一个市镇，属于马尔芒德区。

## 地理
埃斯卡斯福尔（44°32'54"N, 0°14'15"E）面积13.92 平方千米，位于法国新阿基坦大区洛特-加龍省，该省份为法国西南部内陆省份，北起多爾多涅省，西接吉倫特省和朗德省，南至热尔省，东临塔恩-加龙省和洛特省。
与埃斯卡斯福尔接壤的市镇（或旧市镇、城区）包括：塞什、拉沙佩勒、马尔芒德、居皮河畔莫沃赞、圣阿维、维拉泽伊。

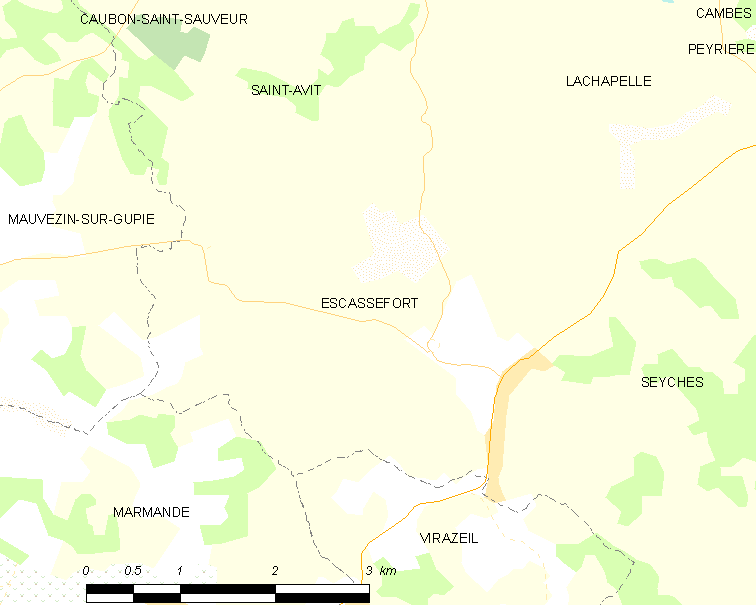
埃斯卡斯福尔的OSM定位图

埃斯卡斯福尔的时区为UTC+01:00、UTC+02:00（夏令时）。

## 行政
埃斯卡斯福尔的邮政编码为47350，INSEE市镇编码为47088。

## 政治
埃斯卡斯福尔所属的省级选区为吉耶讷山丘县。

## 人口

1962-2008年间埃斯卡斯福尔人口变化图示

埃斯卡斯福尔于2022年1月1日时的人口数量为654人。